# Makito Ito
Makito Ito (født 18. oktober 1992) er en japansk fodboldspiller, som spiller for den japanske fodboldklub Mito HollyHock.